# Grubič
Grubič je priimek več oseb:
- Andrej Petrovič Grubič, sovjetski general
- Zoran Grubič, slovenski patolog